# Bò Kerry
Bò Kerry (tiếng Ailen: Bó Chiarraí hoặc Buinín) là một giống bò sữa hiếm có nguồn gốc từ Ireland. Chúng được cho là một trong những giống lâu đời nhất ở châu Âu. Bộ lông của chúng gần như hoàn toàn một màu đen, với một chút màu trắng trên bầu vú. Những chiếc sừng màu trắng với tạo thành những vòng khuyên tối màu. Bò giống này có trọng lượng trong khoảng từ 350 đến 400 kg và sản xuất từ 3000 đến 3700 kg sữa cho mỗi chu kỳ sản sinh sữa.
Loài này có lẽ là hậu duệ của Bò Celtic Shorthorn, được đưa đến Ireland vào đầu năm 2000 trước Công nguyên. Chúng được phát triển với vai trò một giống bò được nuôi để vắt sữa, phù hợp với các trang trại nhỏ của miền nam và tây Ireland. Chúng gây thiệt hại ít hơn cho đất ở các khu vực có lượng mưa cao hơn các giống có kích thước lớn hơn. Đến năm 1983 chỉ có khoảng 200 bò Kerry có phả hệ trên toàn thế giới, nhưng con số đã tăng lên. Một đàn được duy trì trong bất động sản của nhà nước Ai-len Farmleigh.
Murphys Ice Cream sử dụng sữa từ giống bò này.
Bò Kerry được nhập khẩu vào Hoa Kỳ vào năm 1818 và khối thịnh vượng chung vào thế kỷ XXIV, nhưng đã trở nên khan hiếm vào những năm 1930. Tính đến ngày nay chỉ có một vài đàn ở Bắc Mỹ, phần lớn là nhập khẩu trong thời gian gần đây ở Canada.